# Karate Champ
Karate Champ, conocido en Japón como Karate Dō (空手道 "El camino de la mano vacía"?), es un videojuego desarrollado por Technōs Japan para Data East lanzado para arcade en 1984.

## Descripción general
El jugador asume el papel de un competidor de karate y pelea contra otro jugador o contra la máquina. Utilizando las dos palancas de mando , los jugadores pueden realizar una serie de movimientos.
El juego consiste en una lucha en 2D entre Karatecas vistiendo de blanco y rojo gi , seguido de varias rondas de bonificación para el jugador exitoso. Este patrón se repite en el lado más desafiante conjunto, ronda contra un nuevo fondo. A diferencia de la mayoría de los juegos posteriores de tipo de combate, no hay barra de salud o puntos de golpe. Un golpe aterrizó con éxito termina la ronda y gana el jugador o su oponente, ya sea un punto o medio punto (junto con un puntaje numérico para los diez primeros, pero esto no tiene efecto en ganar un partido en sí). El primero en anotar dos puntos es el ganador. Si el jugador pierde una batalla, el juego termina. El juego también contó con algunos principios de la síntesis de voz , en la que el juez gritaba frases como "¡Lucha!" o "¡Ganador!" También se habla en japonés en la versión japonesa.

## Movimientos disponibles

### Movimientos de ataque
Las jugadas de ataque disponibles consisten en (disponible medio / puntos completos entre paréntesis):
- Lunge Punch (high) (300/600 pts)
- Lunge Punch (low) (200/400)
- Reverse Punch (standing) (200/400)
- Reverse Punch (crouching) (400/800)
- Round Kick (400/800)
- Front Kick (100/200)
- Low Kick (100/200)
- Back Kick (200/400)
- Back Round Kick (500/1000)
- Jumping Side Kick (500/1000)
- Jumping Back Kick (500/1000)
- Foot Sweep (100/200)
- Reverse Foot Sweep (100/200)

### Movimientos Defensivos
Además de varios de contacto movimientos defensivos / no son disponibles, además de adelante, atrás, saltar y agacharse:
- High Block
- Low Block
- Forward Summersault
- Reverse Summersault

## EdiciónPlayer vs. Player
Karate Champ — Player vs Player (対戦空手道 美少女青春編 Taisen Karate Dō: Bishōjo Seishun Hen?, "The Competitive Way of the Empty Hand: Pretty Maiden Edition") es una secuela de Karate Champ, que fue lanzado en arcades poco después del original, durante el mismo año. Al igual que su predecesor, fue publicado por Data East, pero no está claro si fue desarrollado por Technos o por Data East.
La secuela es muy similar a la original en el sentido de que se utiliza el mismo hardware, tienen los mismos sprites y pantalla de título, y la mecánica de juego son esencialmente lo mismo, aunque el equipo de IA ha mejorado en gran medida, junto con el control y la detección de golpes. Mientras que en el juego original el primer nivel del juego se inicia en un dojo y todos los siguientes niveles tienen lugar en un estadio donde se desarrolla el torneo, en la versión Player vs. Player tiene a los personajes peleando en lugares de todo el mundo.

## Ports y juegos relacionados
Karate Champ fue porteado a la Apple II y Commodore 64 por Berkeley Softworks. Data East comenzó a publicar las versiones caseras en los EE. UU. el 12 de octubre de 1985
La versión de NES fue desarrollada internamente por Data East EE. UU. y lanzado en América del Norte en noviembre de 1986. Esta versión se inspiró en la versión Player vs. Player de arcade. El port fue lanzado más tarde en Japón, el 22 de julio de 1988 para el Famicom Disk System, y nunca llegó a ser lanzado en formato cartucho para el Famicom. Data East publicó esta versión del juego, tanto en América del Norte como en Japón.
La versión arcade fue mostrado brevemente en la película Bloodsport protagonizada por Jean-Claude Van Damme .
Una emulación de la versión arcade fue lanzado por Hámster para la PlayStation 2 como parte de su Ore-tachi Gesen Zoku alineación.
El 7 de mayo de 2010 se lanzó una versión para iOS, desarrollado por Revolutionary Concepts.
Una versión emulada fue relanzada en 2005 para PlayStation 2 en Japón como parte de la Zoku Sono Oretachi Geasen series.

## Conflicto legal
Data East presentó una demanda contra Epyx alegando infracción de derechos de autor por su juego Karate Champ. El caso llegó a la Corte del Noveno Circuito. Se sostuvo que el comprador típico de los juegos no los encontraría sustancialmente similar.

## Alta puntuación
Según Twin Galaxies , Jack Gale, de North Miami Beach , Florida , EE. UU., anotó un récord mundial 259.800 puntos en Karate Champ, el 28 de junio de 1987, durante el  Video Game Masters Tournament de 1987.[cita requerida]

## Recepción
Ahoy!  escribió que la versión Commodore 64 "no es tan electrizante como la versión arcade, pero es una prueba de estrategia y acción entretenida". La revista llegó a la conclusión de que "La curva de aprendizaje es empinada, pero ... Cuando las palancas de mando están en manos de dos jugadores practica, es uno de los juegos más emocionantes para golpear la pantalla de la máquina en un largo tiempo".